# Elaphocerella variabilis
Elaphocerella variabilis är en skalbaggsart som beskrevs av Moser 1919. Elaphocerella variabilis ingår i släktet Elaphocerella och familjen Melolonthidae. Inga underarter finns listade i Catalogue of Life.